# Sonate pour piano no 6 de Beethoven
Pour les articles homonymes, voir Sonate pour piano (homonymie).

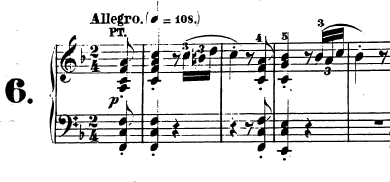
Premières mesures du 1er mouvement de la Sonate no 6

La Sonate pour piano no 6 en fa majeur, opus 10 no 2, de Ludwig van Beethoven, fut composée en 1797, publiée en 1798 et dédiée avec les no 5 et no 7 à la comtesse Anna Margarete von Browne.
La section médiane du deuxième mouvement évoque le troisième mouvement de la Première Symphonie.

## Structure
Elle comporte trois mouvements et son exécution a une durée d'environ 14 minutes :
1. Allegro (fa majeur)
2. Allegretto (fa mineur)
3. Presto (fa majeur)